# Jerusalén, Ocosingo
Jerusalén är en ort i Mexiko.   Den ligger i kommunen Ocosingo och delstaten Chiapas, i den sydöstra delen av landet, 800 km öster om huvudstaden Mexico City. Jerusalén ligger 1 030 meter över havet och antalet invånare är 268.
Terrängen runt Jerusalén är huvudsakligen kuperad, men åt nordost är den platt. Terrängen runt Jerusalén sluttar österut. Runt Jerusalén är det ganska glesbefolkat, med 38 invånare per kvadratkilometer. Närmaste större samhälle är Ocosingo, 7,3 km norr om Jerusalén. I omgivningarna runt Jerusalén växer i huvudsak städsegrön lövskog.